# 113 Tauri
113 Tauri är en misstänkt variabel (VAR:) i Oxens stjärnbild.
113 Tau har visuell magnitud +6,25 och varierar utan fastställd amplitud eller periodicitet.